# Aneilema pomeridianum
Aneilema pomeridianum är en himmelsblomsväxtart som beskrevs av Stanf. och John Patrick Micklethwait Brenan. Aneilema pomeridianum ingår i släktet Aneilema och familjen himmelsblomsväxter. Inga underarter finns listade.